# サン・ユン
サン・ユン (Sang Yoon) はレストラン経営者で、料理人兼ファザーズ・オフィスのオーナー。ファザーズ・オフィスはサンタモニカ、ロサンゼルス、カルフォルニアに店舗を構える。ユンは韓国人とロシア人の家系で、
ファザーズ・オフィスで料理を出す際に代用品を使うことを許可しないことで悪名高い。ユンはグルメ向きのカルフォルニア料理をカルフォルニア州サンタモニカのMichael's restaurantで作っていた。しかし自分自身の店を持ち、繁盛させたいという衝動に駆られ、Father's Officeという小さなバーを引き継ぎ、そして発展させた。ファザーズ・オフィスによると、ユンはオフィスバーガーの発明者として知られ、オフィスバーガーはエスクァイアによって世界の最も素晴らしいハンバーガーの一つと言われている。2011年ユンはアジアをテーマにしたレストランLukshonをロサンゼルスのファザーズ・オフィスのとなりにオープンさせた。